# Кахана-Кармон, Амалия
Амалия Кахана-Кармон (ивр. עמליה כהנא-כרמון‎;
18 октября 1926, кибуц Эйн-Харод, подмандатная Палестина — 16 января 2019) — израильская писательница, мастер короткого жанра, один из лидеров ивритской литературы с 1960-х годов.
Выпустила 7 прижизненных книг — сборники рассказов, новеллы, роман; в журнальном варианте также опубликована монодрама, после смерти издан сборник эссе. В произведениях Каханы-Кармон, которые критики рассматривают как образцы лирической прозы и литературы «потока сознания», особое внимание занимает исследование внутреннего мира женщины. Отмечается особое внимание писательницы к выбору формулировок, яркий, подчёркнуто высокий и архаичный язык. Кахана-Кармон — лауреат национальных премий, включая Премию премьер-министра Израиля (трижды), премию Бреннера (1985), премию имени Бялика (1994), Премию президента Израиля (1997) и Премию Израиля в области литературы на иврите (2000).

## Биография
Амалия Кахана родилась в кибуце Эйн-Харод в 1926 году в семье евреев-первопоселенцев. Её отец Хаим Кахана прибыл в Палестину в 1910 или 1912 году из украинской части Российской империи со Второй алиёй и был одним из основателей кибуцев Кинерет и Эйн-Харод. Мать Амалии, Сара (урождённая Криспин), преподавала иврит в Болгарии, а позже вошла в число пионеров пчеловодства в Палестине. Прибыла в Палестину в 1921 или 1922 году. Младшая сестра Амалии, Мирьям, родилась в 1929 году.
Детство Амалии прошло в Тель-Авиве, где она окончила ивритскую гимназию «Герцлия». В эти годы она стала членом организаций «Ха-шомер ха-цаир» и «Хагана». После этого девушка поступила на гуманитарный факультет Еврейского университета в Иерусалиме, но её учёбу прервала Арабо-израильская война. Кахана вступила в ряды бригады «Негев», где стала связисткой. Принимала участие в операциях «Йоав» и «Увда», в ходе которых были заняты соответственно Беэр-Шева и Эйлат (Умм-Рашраш); ею отправлена историческая телеграмма об установлении израильского контроля над Эйлатом.
По завершении военных действий Кахана вернулась в университет, где получила высшее образование в области языкознания, литературы на языке иврит и библиотековедения. В 1951—1957 годах училась за рубежом, вначале в Великобритании, а затем в Швейцарии. В Лондоне в 1951 году познакомилась и вышла замуж за ещё одного студента-израильтянина Арье Кармона. В этом браке родились трое детей — дочь Рая (1953) и сыновья Идо (1956) и Хагай (1959). Во время пребывания в Лондоне Кахана возглавляла отдел иврита в Сионистской федерации, затем работала в генеральном консульстве Израиля и на Би-би-си.
Согласно воспоминаниям Каханы-Кармон, к литературному творчеству она обратилась уже будучи замужней женщиной и матерью. Толчком к началу писательской карьеры послужил случайно попавшийся под руку конверт со старыми заметками, письмами и черновиками телеграмм времён её военной службы, пробудивший воспоминания о тех днях. В 1956 году в журнале «Ха-маса» (орган движения «Ха-шомер ха-цаир») Кахана-Кармон опубликовала свой первый рассказ «Переворачивающийся меч» (ивр. החרב המתהפכת‎, в 1962 году переписан под названием «Беэр-Шева — столица Негева»). Это произведение, в центре которого короткий роман между связисткой Иланой и бойцом по имени Ноах в дни сражения за Беэр-Шеву, основано на личных воспоминаниях автора о событиях Войны за независимость Израиля. Вскоре после этого в разных журналах свет увидели ещё два её рассказа.
По возвращении в Израиль в 1963—1965 годах работала по своей основной специальности — библиотекарем академической библиотеки Тель-Авивского университета. С 1965 по 1979 год входила в совет по публичным библиотекам министерства образования Израиля. В 1966 году увидела свет первая книга Каханы-Кармон — сборник рассказов «Под одной крышей», выпущенный в серии «Рабочая библиотека». В книгу вошли 18 рассказов. Британская энциклопедия пишет о большом успехе, который имела эта книга как сразу после выхода, так и впоследствии, вплоть до 1990-х годов, и о том, что она поставила своего автора в ряд ведущих писателей ивритской «новой волны» 1960-х годов наравне с Амосом Озом и А. Б. Иегошуа. Один из рассказов сборника, «Неима Сасон пишет стихи» (ивр. נעימה ששון כותבת שירים‎), повествующий о любви ученицы религиозной школы к учителю, был включён в программу нескольких ветвей школьного образования в Израиле. В 2007 году «Под одной крышей» вошёл в список десяти важнейших книг, изданных с момента создания Государства Израиль.
Хотя и в дальнейшем Кахана-Кармон считалась в первую очередь мастером короткого жанра, уже в 1971 году был опубликован её первый роман «И луна над долиной Аялон». В его основу лёг рассказ «Я жажду воды твоей, Иерусалим» из первого сборника писательницы. Произведения крупной формы (романы или новеллы) составляют также основу более поздних книг «Магнитные поля» и «Наверху в Монтифере». Помимо художественной прозы, с 1984 года («Быть женщиной-писательницей», «Едиот ахронот», 13 апреля 1984) она публиковала серию программных феминистических эссе. После выхода в начале 1990-х годов романа «Провожая её домой» писательница новых произведений больше не публиковала. Две последних изданных книги Каханы-Кармон, «Будем жить здесь» (1996) и «Встреча, полвстречи» (2006; названием стала цитата из стихотворения Рахели), представляли собой заново подобранные и переосмысленные рассказы из предыдущих сборников Каханы-Кармон. В сборник 1996 года вошли 11 рассказов, сгруппированных в 5 новелл, которые последовательно раскрывают тему существования женщины в мужском мире на разных стадиях её жизни. В издание 2006 года вошли пять рассказов о любви.

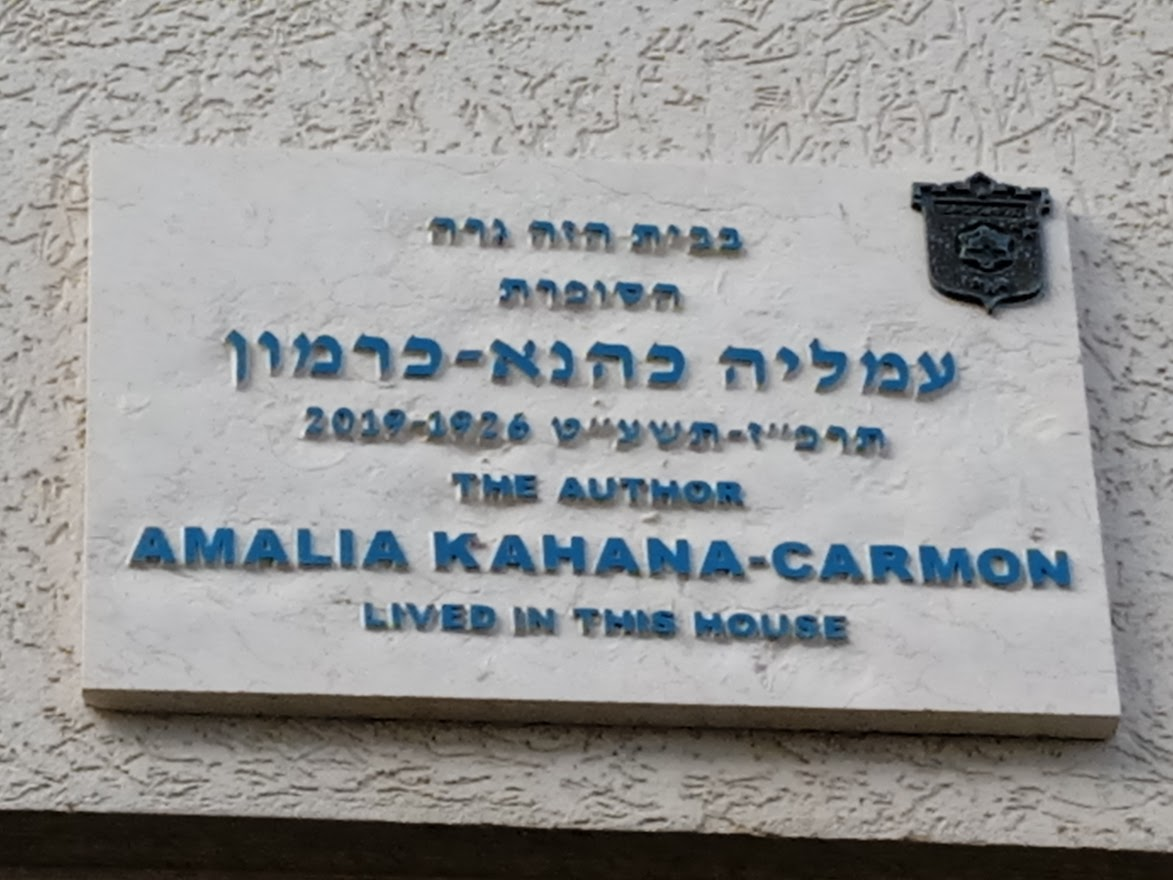
Мемориальная доска на доме, где жила Амалия Кахана-Кармон, Тель-Авив

С середины 1970-х годов Кахана-Кармон выступала с циклами академических лекций в различных вузах в Израиле и за рубежом: в Тель-Авивском университете (1974, 1999), Оксфордском университете (1978/79), Хайфском университете (международный писательский семинар, 1981/82). В 1983—1988 годах вела семинары по писательскому мастерству в израильских университетах. Представляла Израиль на конгрессах международного ПЕН-клуба в Стокгольме (1978) и Лугано (1987), а также на международной книжной ярмарке в Палермо (1996). С 1976 по 1988 год — член правления израильского ПЕН-клуба, в 1994—1999 годах член совета по искусствам мэрии Тель-Авива, неоднократно входила в центральный комитет Союза израильских писателей и в правление фонда Премии премьер-министра Израиля. Удостоена многочисленных израильских литературных наград, включая премию имени Бялика (1994) и Премию Израиля (2000).
Брак Каханы-Кармон с Арье Кармоном окончился разводом в 1979 году. Она умерла 16 января 2019 года и была похоронена в Кфар-Саве. Её семья не стала сообщать о кончине писательницы в прессе, и о ней стало известно случайно более чем 10 дней спустя.

## Творчество и идеи
По возрасту Амалия Кахана входит в так называемое «поколение Пальмаха», представители которого начали публиковаться уже в 1940-е годы, критики причисляют её к ведущим представителям следующего поколения — так называемой Новой волны, заново сформировавшей литературу на иврите в 1960—1970-е годы. Свой поздний приход в литературу она объясняла так: «Я изо всех сил сопротивлялась писательству. Лишь бы не стать писателем, избежать этого. Что мне и удавалось довольно долго». После этого работа над произведениями оставалась медленной и кропотливой — так, над новеллой «Наверху в Монтифере» Кахана-Кармон работала восемь лет. К моменту получения Премии Израиля в 2000 году она выпустила шесть книг художественной прозы — романы, повести, сборники рассказов (позже вышла седьмая и последняя). Кроме того, ею был подготовлен сборник очерков, лекций и интервью «Мы сказали, Рембрандт» (ивр. רמברנדט, אמרנו‎). В журнальном варианте (в литературном издании «Симан Криа») также вышли монодрама «Отрывок в высоком стиле для сцены» и дилогия рассказов «Высокий азарт».
Согласно Краткой еврейской энциклопедии, проза Каханы-Кармон ориентирована на «фиксацию субъективного восприятия героем разрозненных моментов бытия». Литературоведы рассматривают её творчество как образец лирической прозы и литературы «потока сознания», отмечая мастерское владение основными приёмами — драматизацией самовосприятия и эмоций, чередованием внутренних монологов и устной речи, смешением душевных и физических ощущений. В романе «Магнитные поля», действие которого разворачивается в Лондоне, так же причудливо перемешаны переводы и транскрипции английских имён и топонимов, что, по мнению филолога Уоррена Баргада, служит для передачи мысли о неразрывно связанных «нормальности» и «чуждости». Работы Каханы-Кармон сравнивают с произведениями Вирджинии Вулф, которую она сама называла своим любимым автором, отрицая при этом какое бы то ни было творческое влияние. Одновременно критики находят в лирической прозе Каханы-Кармон черты, роднящие её с произведениями ивритских писательниц предыдущих поколений — Дворы Барон и Нехамы Пухачевской.
Творческая доктрина писательницы отвергала необходимость в сбалансированной структуре, развитии сюжета или даже наличии героя. Литературоведы характеризуют её прозу как «фрагментарную», сравнивая с мозаикой, подвижными картинками в калейдоскопе, коллажем и вспышками стробоскопа. Уже в 1960-е годы израильтянка отказалась от сюжетного построения повествования в пользу поиска «кода», с помощью которого можно передать женские эмоции и реакции, ранее не отражавшиеся адекватно в преимущественно мужской литературе на иврите. При этом, как подчёркивает литературовед Нурит Говрин, с самого начала для Каханы-Кармон было важно, чтобы читатель воспринимал её тексты в точности так, как они задумывались, и она активно полемизировала с критиками, которые, на её взгляд, неверно понимали смысл её произведений. И в дальнейшем, несмотря на многочисленные награды и высокую оценку критиков и литературоведов, писательница жаловалась, что её творчество остаётся непонятым. Она сравнивала отсутствие у читателей средств для понимания её субъективной правды с человеческим ухом, неспособным воспринять «пение летучих мышей в полёте». Выражением постоянного стремления Каханы-Кармон к полной независимости выражения и её внимания к точности передачи мыслей стало последовательное противодействие любым редакторским правкам.
Специалист по еврейской философии Рахель Элиор отмечает наблюдательность писательницы и её постоянную готовность наблюдать, впитывать впечатления и восхищаться увиденным и почувствованным, отразившиеся не только в её произведениях, но и в многочисленных письмах. Краткая еврейская энциклопедия выделяет в её произведениях глубокий лиризм в передаче переживаний, сомнений и духовных озарений героев, богатый и высокий язык, в который вплетается лексика современной психологии. Сама Кахана-Кармон неоднократно подчёркивала, что ценит всё, что не укладывается в повседневные рамки, и поэтому старается использовать редкие, необычные слова и выражения, в том числе из языка Библии и Галахи. Этому способствовало полученное писательницей образование и работа библиотекарем, в ходе которой она проводила много времени за старинными книгами. Если поначалу некоторые критики резко отрицательно оценили необычный язык рассказов Каханы-Кармон (характериуя его как «экзотично эзотерический» или даже «чудовищный» и «искусственный»), то позже редактор и поэт Ноа Барель отозвалась о нём так: «Её проза — это почти поэзия: по мелодике, ритму и вниманию к каждому слову». Высокий, архаичный язык подчёркивает глубину чувств героев и их трагическую безысходность. Исследователи указывают на большое стилистическое сходство языка, которым написаны многостраничные письма Каханы-Коэн, и языка её произведений, а также на значительную автобиографичность многих из её рассказов.
Большинство рассказов Каханы-Кармон фокусируются на эмоциональном эффекте одного мимолётного события, эпизода, случайной встречи, пробуждающих чувства и дающих толчок самопознанию. Эти моменты резко противопоставляются рутинной и бессмысленной повседневной жизни, в которой нет места любви. У. Баргад отмечает, что именно способность чувствовать, глубокое мироощущение становятся причиной уязвимости её героев. Критик Гиш Амит писал в 2006 году, что в рассказах Каханы-Кармон место любви всегда занимает влюблённость, как правило, со стороны женщины, полная самоотдача другому человеку, которая никогда не встречает взаимности. Это иллюстрирует название одного из её рассказов («Если я обрёл благоволение», ивр. אם־נא מצאתי חן‎): слова, с которыми Моисей обращался к Богу, в контексте рассказа героиня обращает к мужчине, человеку из плоти из крови. По мнению востоковеда и библеистки Эстер Фукс, писательница балансировала между «эйфорическим» и «дисфорическим» стереотипами романтического сюжета (кончающимися соответственно свадьбой или смертью героини), отыскивая собственный, уникальный путь.
Согласно литературоведу Яэль Фельдман, Кахана-Кармон развивает идеи и традиции отца постколониального критицизма Франца Фанона и критика гендерной чужести Симоны де Бовуар. Герои Каханы-Кармон, в особенности её поздних произведений, часто маргинализированы обществом и восстают против устоявшегося порядка и стереотипов. Фельдман пишет, что в её творчестве раскрываются три категории чужести — гендерной, расовой и классовой, а сама она утверждала, что чужесть является обязательным качеством писателя. В программном эссе 1984 года она также подчёркивала, что рассматривает женщин как одну из форм «чужого» наряду с этническими меньшинствами, а в созданной в это же время новелле «Мост Зелёной утки» (ивр. ממראות גשר הברווז הירוק‎) формируется духовный союз между еврейской женщиной и беглым чёрным рабом. Однако, уделяя основное место в своих произведениях раскрытию внутреннего мира женщины, писательница оставляет характерную для её современников социальную тематику в стороне. Израильская повседневность служит лишь фоном для отношений героев, а в некоторых произведениях действие развивается в других странах и эпохах, в том числе полуфантастических. Сама писательница неоднократно формулировала тему своего творчества как «смерть при жизни и пробуждение к жизни» (ивр. מוות בחיים והתעוררות לחיים‎).
Феминизм Каханы-Кармон эволюционировал вместе с литературным опытом, и в 1980-е годы она стала ведущим критиком еврейской культуры и израильской литературы с феминистических позиций, нашедших отражение в её эссе. Э. Фукс указывала, что писательница находится в двойной изоляции — одновременно от андроцентричного литературного истеблишмента Израиля и от англоязычного западного феминизма. Кахана-Кармон писала, что и в литературе на иврите всех поколений, включая её собственное, положение вещей напоминает синагогу: все важнейшие функции отданы мужчинам, в то время как женщины, вне зависимости от их личных достоинств, низведены до роли вспомогательной силы. В её произведениях личность определяется через взаимодействие страсти и социального контроля, а отношения между женщиной и мужчиной, как подчёркивает название романа «Магнитные поля», сочетают в себе силы взаимного притяжения и отталкивания.
В представлении Каханы-Кармон женщины и мужчины по своим жизненным устремлениям принадлежат к «разным народам». Взаимоотношения, в которых мужчина неизменно выступает как хищник, а женщина — как жертва, по самой своей природе трагичны. Положение женщины во взаимоотношениях с мужчиной она сравнивает с положением евреев в мире гоев: и евреи, и женщины слабее физически, но сильнее духовно, больше способны к вере и надежде. Однако положение женщины трагичней, чем положение еврея: если последний, внешне выказывая почтение своим гонителям, мог втайне их презирать, женщина обречена любить своего врага и мучителя. Только в начале 1990-х годов, в романе «Провожая её домой», в творчестве писательницы возникла тема любви женщины и мужчины как двух равных и свободных личностей, испытывающих не только плотское влечение, но и взаимное уважение и духовную общность. Его героиня Меира Хеллер — знаменитая театральная актриса, первая в произведениях Каханы-Кармон женщина, добившаяся успеха как творческая личность, а её возлюбленный Мосик — намного более молодой выходец из города развития.
На другие языки произведения Каханы-Кармон почти не переводились. Этому способствовала личная позиция писательницы, в одном из интервью сказавшей: «Я ещё не нашла переводчика, который может перенести мои слова в другой язык». Несколько переводов её рассказов вошли в немецкие антологии ивритской литературы; рассказ «Подвенечная фата» включён в две антологии на английском языке, а роман «Провожая её домой» переведён на итальянский и китайский языки. В русском переводе выходили рассказы Каханы-Кармон «Открытки с видами» (сборник «Путь ветра», 1993) и «Неима Сасон пишет стихи» (альманах «Диалог», 2003/2004).

## Награды и звания
- 1964 — приз журнала «Амот» за произведение в жанре рассказа («Неима Сасон пишет стихи»[42])
- 1964 — премия «Бней-Брит» в области библиотековедения
- 1967 — премия Тейнберга за произведение в жанре рассказа
- 1971, 1980 и 1993 — Премия премьер-министра Израиля в области литературы на иврите
- 1981 — премия имени Арихи за произведение в жанре рассказа
- 1985 — премия имени Бреннера (первая женщина-лауреат[43])
- 1990 — литературная премия имени Израиля и Берты Ньюман
- 1994 — литературная премия имени Бялика
- 1995 — премия АКУМ за литературоведческие исследования
- 1997 — Премия президента Израиля в области литературы
- 2000 — Премия Израиля в области литературы

В 2006 году Амалии Кахане-Кармон присвоено почётное звание доктора философии Тель-Авивского университета.

## Научный интерес и посмертные публикации
Творчество Каханы-Кармон стало объектом изучения специалистов в области теории феминизма и гендерных исследований. Семь эссе писательницы, написанные в период между 1983 и 1996 годом и излагающие её феминистическую программу, были в 2020 году выпущены в сборнике «Быть женщиной-писательницей» (ивр. להיות אישה סופרת‎) под редакцией Гидона Тикоцкого и Яары Шхори (издательство «Ха-кибуц ха-меухад»). В том же году в издательстве Университета имени Бар-Илана вышла авторизованная биография Каханы-Кармон, написанная исследовательницей Ногой Розенфарб. В этой книге Розенфарб — первая из исследователей, получивших персональный доступ к личной переписке, дневникам и архиву писательницы, — прослеживает её биографию с детских лет до выхода первого сборника рассказов. Издание включало также ранние версии опубликованных рассказов Каханы-Кармон и черновики произведений, до этого не публиковавшихся. Книга Розенфарб вышла под названием «Второй этаж: жизнь и творчество Амалии Каханы-Кармон». Р. Элиор отмечает двойной смысл названия: это одновременно дань нереализованным планам Каханы-Кармон, собиравшейся выпустить книгу-продолжение «Под одной крышей», и отсылка к скрытому, метафорическому слою повествования, читаемому между строк.